# Bouddhisme en Mongolie
Le bouddhisme (mongol : ᠪᠤᠳ᠋ᠳ᠋ᠾᠠ ᠶᠢᠨ

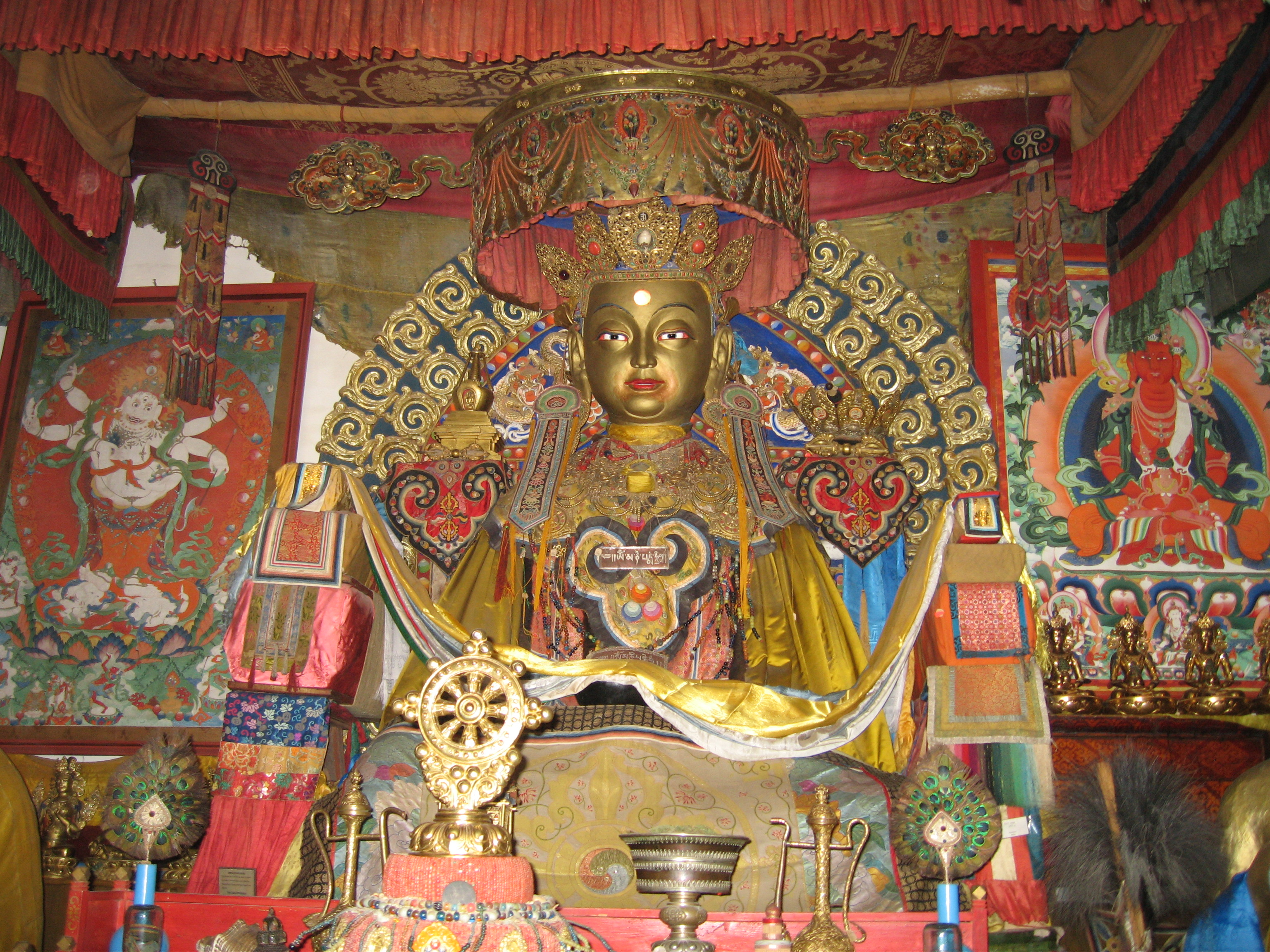
Statue de Bouddha au monastère d'Erdene Zuu, Karakorum.

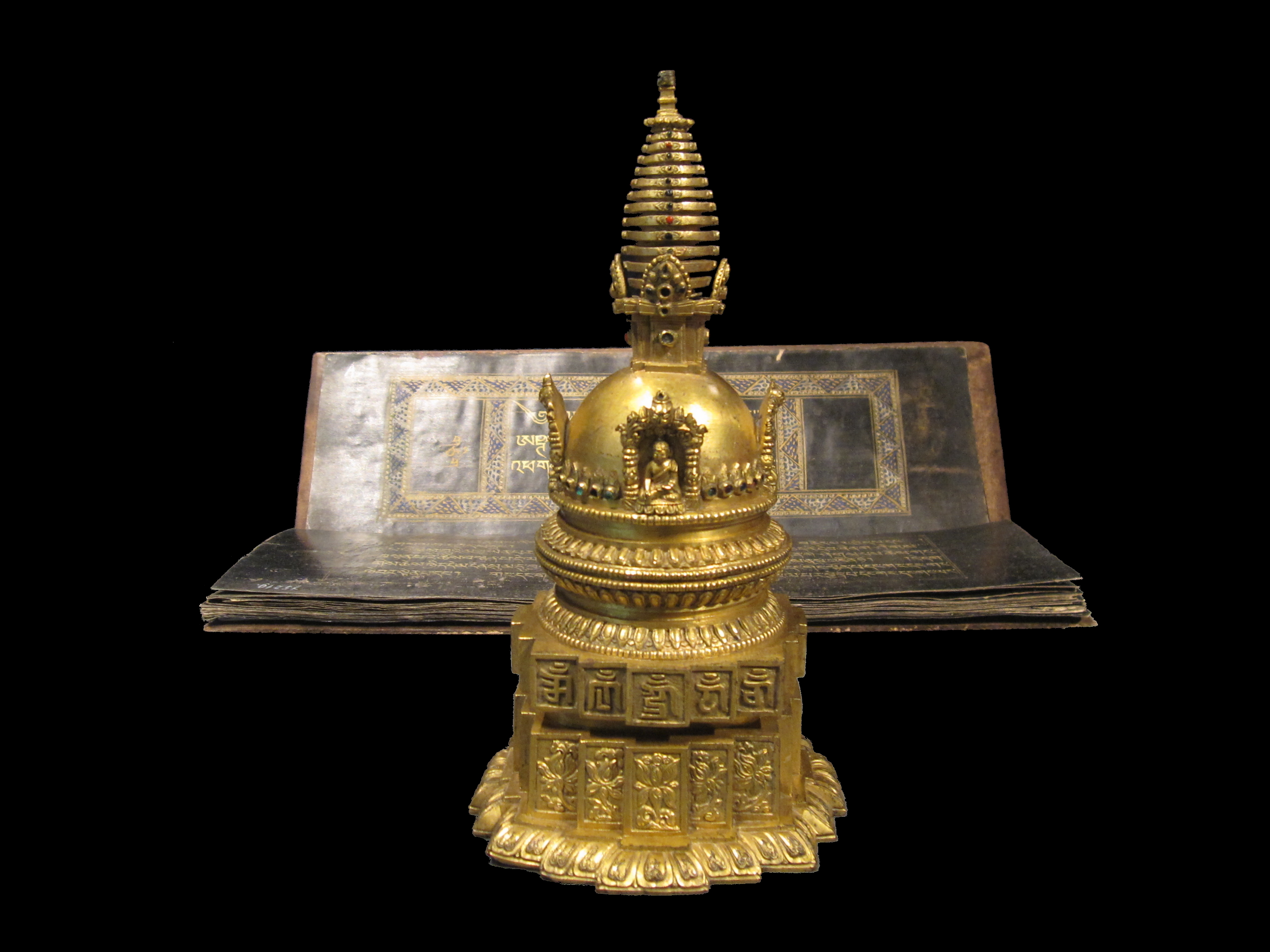
Stupa dorée et un prajnaparamita, mongols du XVIIIe siècle.

ᠱᠠᠰᠢᠨ, VPMC : buddhayin shasin, cyrillique : буддын шашин, MNS : buddyn shashin) a pris différentes formes au cours de l'histoire de la Mongolie. Elle devient une des religions d'État dès le début de l'Empire mongol. Différentes écoles bouddhiques viendrons se succéder dans ce rôle.

## Empire mongol

### Gengis Khan
L'Empire de Gengis Khan est tolérant vis-à-vis des religions. La yassa dont il nous reste des fragments aujourd'hui, et dont on ne connaît pas les dates exactes de chaque règles est la constitution de l'Empire, s'établissant ainsi lui-même comme représentant divin, mais elle ordonne de respecter toutes les religions.
Sous son règne, après une rencontre vers Kaboul, Qiu Chuji et sa branche Quanzhen Dao du taoïsme devint, basé à Yanjing (nom de Pékin à cette époque) la surintendante de toutes les religions sur la partie Nord de la Chine déjà conquise. Qiu Chuji il favorisa la pratique du bouddhisme (alors principalement bouddhisme chan en Chine), le taoïsme dans son ensemble, le christianisme (nestorianisme) et l'islam. Ils permit que ces religions sont également exemptées de taxes. Qiu Chuji obtint les faveurs des Mongols, ce qui attira de nombreux nouveaux croyants. Il utilisa son pouvoir pour favoriser sa secte aux dépens des sectes bouddhiques.

### Ögögdei
Le Khagan Ögödei, sous l'influence du conseiller khitan Yelü Chucai, favorisa le bouddhisme plutôt que le taoïsme.

### Kubiliai Khan et dynastie Yuan
Sous Kubilai Khan, lorsque la conquête de la Chine par les Mongols fut terminée, avec la fin des Song du Sud, les maîtres célestes Zhang étaient reconnus par les Mongols dans le Sud. Avec les conquêtes vers l'Ouest de l'Asie, s'ajouta aux religions de l'Empire, le catholicisme, le judaïsme, le zoroastrisme, et le manichéisme, ainsi qu'un mélange complexe de religions chinoises.
Kubilai Khan, qui était davantage versé au bouddhisme chan (bouddhisme mahayana) dans sa jeunesse, fut influencé par le bouddhisme tibétain (bouddhisme vajrayana ou tantrique) par le lama Phagpa de l'école Sakya qu'il désigna comme précepteur impérial, ce devint la foi personnelle de Kubilai. Il ne poussa pas les Mongols, pratiquant généralement leur propre religion chamanique à se convertir, mais le gouvernement favorisa le bouddhisme tibétain de toutes ses forces.
Il fit construire le temple Zhenjue dans sa capitale, Khanbalik (aujourd'hui Pékin) et lui fit établir l'écriture de la dynastie Yuan, que l'on trouve sur les documents, parfois au côté du Chinois han. Pour Gilles Béguin, le bouddhisme tibétain obtint le statut de religion officielle sur tout le territoire de l'Empire des Yuan en 1260.
Pour les écrivains chinois de cette époque[Lesquels ?], les moines tibétains ont abusés du privilège de leur statut au sein de la dynastie. De nombreux textes du bouddhisme furent traduits du chinois et du tibétain vers le mongol, dont une partie fut faite sous les auspices du gouvernement. Les traductions étaient de bonne qualité et ont été importantes pour les développements ultérieurs du bouddhisme en Mongolie.
Selon Dominique Dumas, auparavant[Quand ?], le clergé et les princes, conservaient la majorité des privilèges et des richesses du pays et en abusait. Ils profitaient de leur position mais ne suivaient pas toujours les règles de vertu de leur enseignement.

### Altan Khan
Altan Khan donne le titre de dalaï-lama à Sonam Gyatso de l'école Gelugpa du bouddhisme tibétain en 1578 en référence au titre mongol de Dalai-yin qan (mongol : ᠳᠠᠯᠠᠢᠢᠨ
ᠬᠠᠨ, VPMC : dalaiyin qan, cyrillique : далаиин хан, MNS : Dalaiin Khan)
Le bouddhisme tibétain des gélugpa deviendra peu après, religion d'État de la Mongolie, en 1586, au XVIe siècle.

## République populaire de Mongolie
Sous couvert de modernisation, le bouddhisme subit les foudres d’un régime d’idéologie athée fanatique proche de Joseph Staline dans les années 1930.
En 1991, après l'effondrement de l'URSS, le 14e dalaï-lama a reconnu officiellement Jampal Namdol Chokye Gyaltsen comme 9e jebtsun damba khutughtu et chef du bouddhisme en Mongolie,.

## République de Mongolie
Religion en Mongolie (census 2010),,
- Bouddhisme (52,96 %)
- Sans religion (38,59 %)
- Islam (3,02 %)
- Chamanisme (2,89 %)
- Christianisme (2,16 %)
- Autre (0,36 %)

Répartition par foyer (census 2013)
- Bouddhisme (48,4 %)
- Sans religion (43,7 %)
- Autres (5,6 %)
- Islam (2,2 %)

S'il n'est plus religion d'État, pour Jacqueline Thevenet, le bouddhisme tibétain reste au début des années 2000 la religion de 90 % des Mongols. Dans les années 2010 environ la moitié des mongols déclarent, aux recensements, être bouddhistes,,.